# Pristiterebra
Pristiterebra là một chi ốc biển, là động vật thân mềm chân bụng sống ở biển trong họ Terebridae, họ ốc dài.

## Các loài
Các loài thuộc chi Pristiterebra bao gồm:
- Pristiterebra bifrons (Hinds, 1844)[2]
- Pristiterebra frausseni Poppe, Tagaro & Terryn, 2009[3]
- Pristiterebra glauca (Hinds, 1844)[4]
- Pristiterebra macleani (Bratcher, 1988)[5]
- Pristiterebra milelinae (Aubry, 1999)[6]
- Pristiterebra miranda (E.A. Smith, 1873)[7]
- Pristiterebra petiveriana (Deshayes, 1857)[8]
- Pristiterebra pustulosa (E.A. Smith, 1879)[9]
- Pristiterebra tuberculosa (Hinds, 1844)[10]